# Aderklaa
Aderklaa är en ort och kommun  i Österrike. Den ligger i distriktet Gänserndorf i förbundslandet Niederösterreich, 16 kilometer nordost om huvudstaden Wien. 